# Palazzo Carignano
Palazzo Carignano (Palass Carignan in piemontese), nome completo Palazzo dei Principi di Carignano, è un edificio storico nel centro della città di Torino, pregevole esempio di architettura barocca piemontese.
Insieme a Palazzo Reale e a Palazzo Madama fa parte dei più importanti edifici storici della città e, come questi, è parte del sito seriale UNESCO Residenze Sabaude. Fu storica sede della Camera dei deputati subalpina (1848-1861) e della prima Camera dei deputati del Regno d'Italia (1861-1865).
Ospita al pian terreno, negli appartamenti detti "di Mezzanotte", gli uffici della direzione regionale dei musei del Piemonte, mentre al piano nobile il museo nazionale del Risorgimento italiano, riaperto, dopo lunghi lavori di restauro e riallestimento, il 18 marzo 2011, in occasione dei festeggiamenti per il 150º Anniversario dell'Unità d'Italia.

## Storia
Il palazzo venne commissionato da Emanuele Filiberto di Savoia-Carignano, detto "il Muto", al padre teatino Guarino Guarini, intellettuale di elevatissimo calibro al quale, negli anni della reggenza di Maria Giovanna Battista di Savoia Nemours, si devono in città anche la Real Chiesa di San Lorenzo, la cappella della Sindone e la scomparsa Porta di Po. 

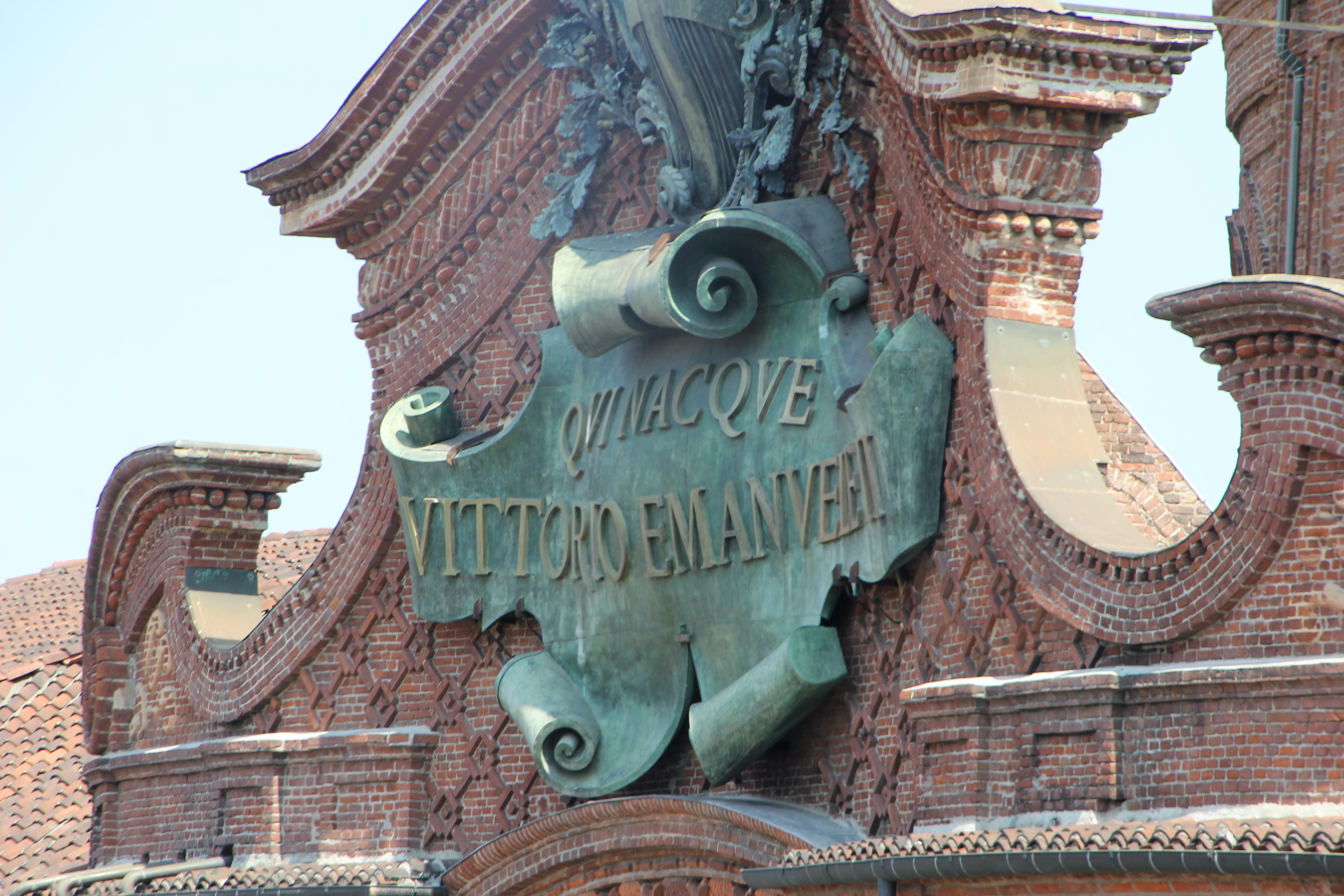
Palazzo Carignano, facciata su piazza Carignano, particolare del fregio decorativo aggiunto da Carlo Ceppi

I lavori iniziarono nel 1679, sotto la direzione del collaboratore di Guarini, Gian Francesco Baroncelli. Residenza stabile dei Principi di Carignano dal 1694, e dimora di Carlo Alberto di Carignano e della consorte Maria Teresa Asburgo Lorena, che abitarono gli appartamenti al pian terreno verso sud, da qui il nome "Appartamento dei Principi", il palazzo vide nascere Vittorio Emanuele II di Savoia, l'evento è ricordato dal grande fregio decorativo in facciata recante la scritta QVI NACQVE VITTORIO EMANVELE II, opera di Carlo Ceppi, aggiunto nel 1884.
Nel 1831, con l'ascesa al trono di Carlo Alberto, il palazzo venne ceduto al Demanio, che vi alloggiò il Consiglio di Stato e la Direzione delle Poste.

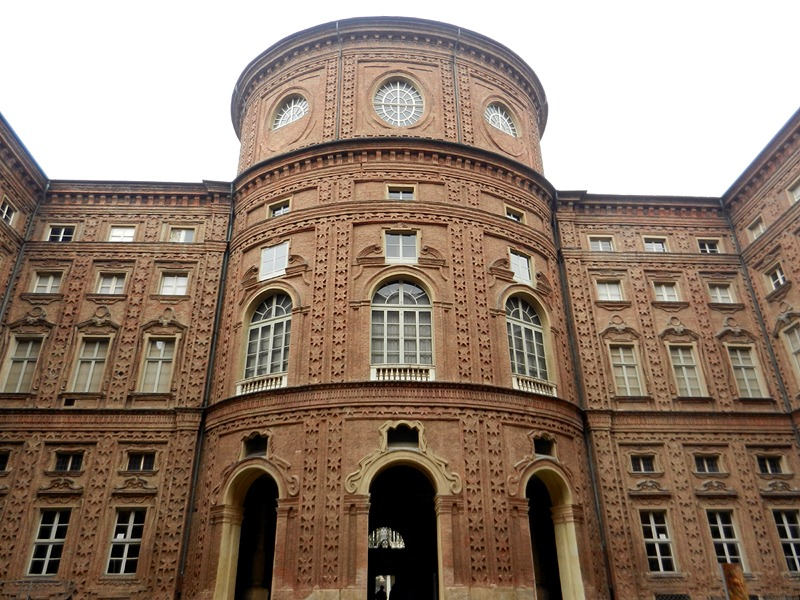
Palazzo Carignano, facciata verso il cortile, particolare del corpo ellittico

Quando, nel 1848, l'edificio venne destinato a sede della Camera dei deputati del Parlamento Subalpino, l'architetto Carlo Sada ne modificò lo splendido salone delle feste, collocato all'interno del corpo ellittico della facciata. Nel 1861, con l'apertura del primo Parlamento italiano, l'aula risultò troppo piccola e, per ospitarne una di maggiore dimensioni, si decretò l'ampliamento del palazzo verso est, dove ora sorge piazza Carlo Alberto. Il progetto venne affidato all'architetto Domenico Ferri e l'esecuzione a Giuseppe Bollati: i lavori iniziarono nel 1863 e terminarono nel 1871, mentre i deputati,  fino al trasferimento della capitale a Firenze nel 1864, si riunirono presso un'aula più capiente e provvisoria costruita nel cortile su progetto dell'architetto Amedeo Peyron. La grande aula, destinata ad ospitare il nuovo Parlamento italiano, non venne quindi mai utilizzata allo scopo per cui era stata costruita.
Nel 1898 l'aula del Parlamento Subalpino fu dichiarata monumento nazionale.  In questo palazzo si verificarono due eventi memorabili, ossia la lettura del proclama in cui il Principe reggente per conto di Carlo Felice, Carlo Alberto di Savoia-Carignano, concedeva lo Statuto; la seduta in cui il re di Sardegna e duca di Savoia, Vittorio Emanuele II, proclamava la nascita del Regno d'Italia.
Con il trasferimento della capitale, il Palazzo non solo perse la sua funzione di sede istituzionale, ma anche la sua identità di residenza aulica sbiadì gradualmente assumendo svariate destinazioni d'uso, anche non proprie, tanto che alcune aree vennero destinate ad abitazione privata. Le facoltà scientifiche dell’Università degli Studi di Torino occuparono piano nobile e pian terreno, riadattandoli in aule didattiche e studi, fino agli anni Trenta del Novecento, quando gli spazi vennero completamente sgomberati e restaurati.
Nel 1935 il palazzo ospitò la Mostra storica in Palazzo Carignano, a cura della confederazione fascista dei professionisti e degli artisti, dedicata alla storia della dinastia sabauda dal Medioevo al Regno di Italia, mentre divenne sede di due grandi eventi espostivi a cura di Vittorio Viale, rispettivamente nel 1937 con la Mostra del Barocco Piemontese e nel 1938-1939 con la Mostra del Gotico e Rinascimento in Piemonte. Per la riabilitazione del Palazzo nella sua dimensione di residenza principesca fu fondamentale proprio la mostra del 1937 perché rese visitabili al pubblico gli spazi allora appena restaurati e liberati dagli usi impropri e soprattutto perché permise la prima volta l'accesso agli appartamenti di Mezzanotte, per visitare i quali si dovette aspettare nuovamente fino al 1961, per i festeggiamenti per il centesimo anniversario dell'Unità di Italia.
Nel 1939 l'ampliamento ottocentesco e il primo piano nobile del corpo secentesco divengono sede permanente del Museo Nazionale del Risorgimento, riaperto al pubblico dopo un lungo restauro nel 2011.
Al pian terreno, gli appartamenti di Mezzanotte sono occupati dagli Uffici della Direzione regionale Musei Piemonte, mentre quelli di Mezzogiorno sono periodicamente aperti al pubblico.
Successivamente il palazzo ospitò numerosi istituti e associazioni culturali quali la Deputazione Subalpina di Storia Patria o l'Unione culturale Franco Antonicelli che vi ha sede dal 1946 e dalla metà degli anni Sessanta ha il suo ingresso in via Cesare Battisti 4b e le sue sale negli "infernotti" del Palazzo.

## Descrizione
Palazzo Carignano si costituisce di due corpi, uno secentesco e uno ottocentesco.

Il corpo secentesco, opera di Guarino Guarini, a pianta a C una volta aperta sui giardini, si compone di due ali, una verso nord, detta "di Mezzanotte" (verso l'attuale via Cesare Battisti), e una verso sud, detta "di Mezzogiorno" (verso l'attuale via Principe Amedeo), e della facciata verso l'attuale piazza Carignano, dove si prospettano anche il teatro Carignano e il Palazzo del Collegio dei Nobili (oggi sede dell'Accademia delle Scienze e del Museo Egizio). Nella zona retrostante, verso l'odierna piazza Carlo Alberto, si estendevano i giardini e le scuderie, di cui Biblioteca Nazionale Universitaria conserva la facciata. Il palazzo costituisce un'eccezione alla linearità militaresca della Torino del Seicento con la materialità quasi grezza delle superfici in cotto, che al primo piano trasformano le cornici delle finestre in complessi decori riferibili alle                                                                                                                                      imprese dei Carignano, quali la vittoria in Canada compiuta al fianco dei francesi nel 1667 contro i nativi Irochesi con il reggimento Carignan-Salières. Le forme morbide in facciata, giocando tra spazi concavi e convessi, lasciano intuire la conoscenza da parte del progettista dei disegni di Gian Lorenzo Bernini per il palazzo del Louvre. La dimora dei Carignano si presentava volutamente come una rottura del disegno uniforme delle facciate dei palazzi che scorrevano senza interruzione dalla strada di Po (oggi via Po) a piazza Castello all'attuale piazza San Carlo (allora piazza Reale), passando per Contrada Nuova, l'odierna via Roma (ampliata e ricostruita agli inizi degli anni Trenta del Novecento). Si manifestava così nella diversità dell'edificio la strategia politica dei Carignano, essendo Emanuele Filiberto un possibile erede al ducato. 

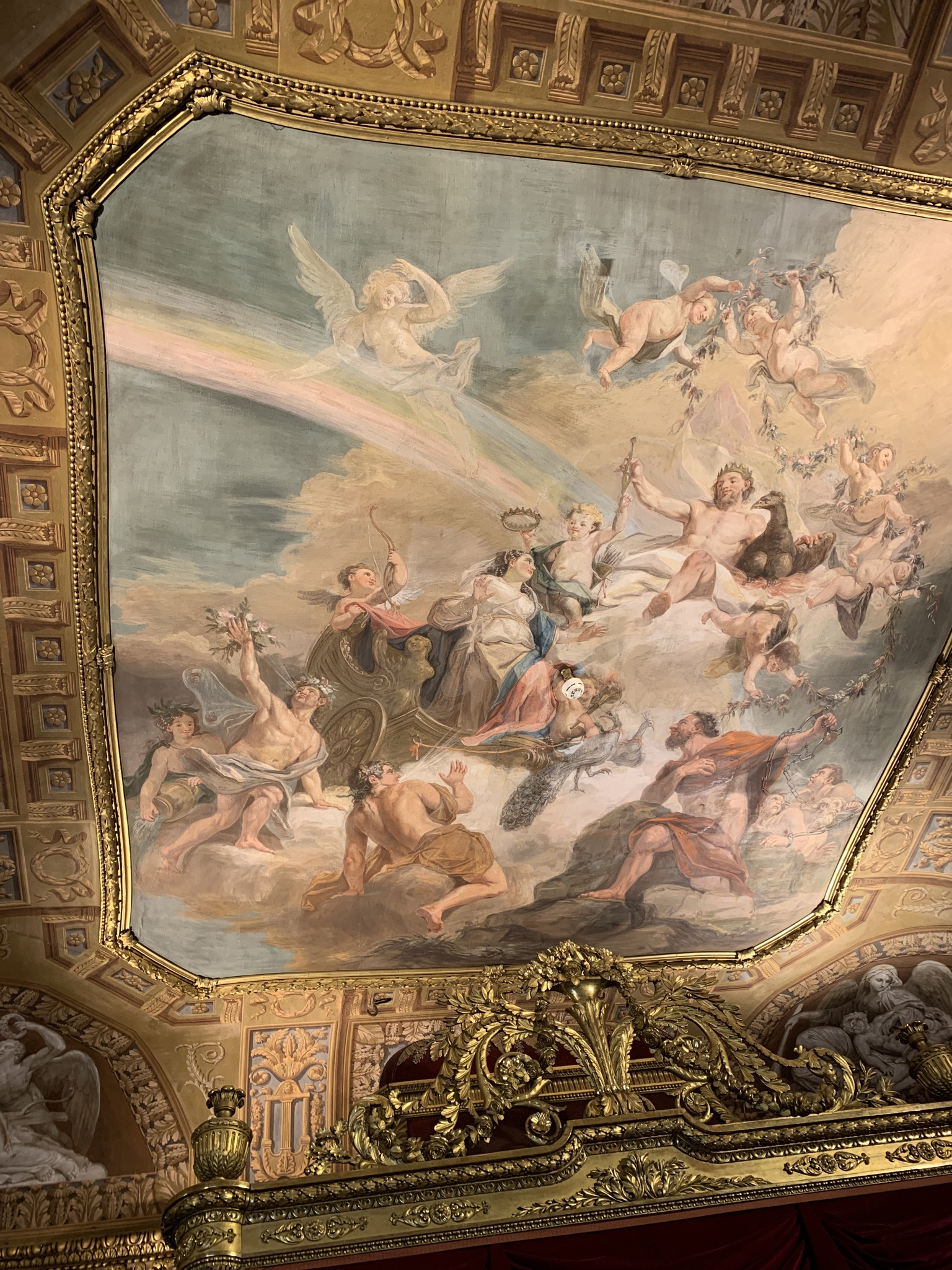
Rocco Comaneddi, Nozze di Giove e Giunone, Torino, Palazzo Carignano, Appartamento dei Principi, camera da letto di Carlo Alberto, particolare del soffitto

I lavori di costruzione, iniziati nel 1679, portano alla realizzazione al pian terreno degli appartamenti privati del principe nella manica di Mezzanotte e di quelli di rappresentanza nella manica di Mezzogiorno (detto Appartamento dei Principi). Al primo piano nobile si allestiscono nelle due maniche gli appartamenti per i membri della famiglia. Al pittore Stefano Maria Legnani, detto il Legnanino, e alla sua squadra di stuccatori e quadraturisti, vengono affidate le campagne decorative che investono il primo piano nobile, ma di queste imprese pittoriche sono sopravvissute solo le volte della camera da parata con Il Principe presentato da Minerva a Giunone, della camera nuziale con Il Trionfo di Diana e della camera da letto con L’Olimpo, e il pianterreno. Qui il pittore dipinge a tema mitologico le volte dell'appartamento di Mezzanotte, mentre nell'appartamento di Mezzogiorno affresca le volte delle stanze dorate, definite così per la decorazione delle pareti ad intaglio ligneo dorato e specchi. Nella sala di parata, o "delle battaglie" per via dei dipinti alle pareti raffiguranti le battaglie condotte dal capostipite della famiglia, Tomaso di Savoia Carignano (la cui presenza è richiamata dal ritratto presente in sala, copia dall'originale di Van Dyck conservato allo Staatlische Museum di Berlino) la volta raffigura l’allegoria di Giunone, mentre nella sala successiva, detta "delle Stagioni", la volta rappresenta l'apoteosi di Ercole, allegoria del principe residente e della sua casata. La stanza seguente, denominata "camera da letto di Carlo Alberto", modificata tra la fine del Settecento e il secondo decennio dell'Ottocento, è caratterizzato da una boiserie a ghirlande dorate intrecciate su fondo di specchi, vicine ai disegni di Giacomo Pregliasco, mentre sulla volta, forse un ribassamento della precedente, è rappresentata l’allegoria delle nozze di Giove e Giunone, probabilmente opera di Rocco Comaneddi. Il monumentale letto a baldacchino, databile agli anni Venti del Novecento, fu acquistato dall’antiquario Pietro Accorsi e qui collocato nel 1961, in occasione del primo centenario dell’Unità d’Italia.
Il corpo ottocentesco è un vasto ampliamento che si innesta sulle maniche secentesche per poi proiettarsi su piazza Carlo Alberto con un'imponente facciata in stile eclettico pseudorinascimentale. Eseguita tra il 1864 e il 1871 su progetto di Domenico Ferri, l'estensione avrebbe dovuto ospitare la Camera Italiana.